# Цао Чжан
Цао Чжан (кит. трад. 曹彰, ? — 223), взрослое имя Цзывэнь (кит. трад. 子文) — второй сын Цао Цао от госпожи Бянь.

## Биография
В 198 году для скрепления союза против объявившего себя императором Юань Шу Цао Цао и Сунь Цэ заключили соглашение о браке между Цао Чжаном и дочерью Сунь Бэня — племянника Сунь Цзяня. В 216 году Цао Чжан получил титул хоу. Способный полководец, в 218 году он сражался на севере против ухуаней и разбил их. В 219 году Цао Цао, возвращаясь на восток после потери Ханьчжуна и готовясь отражать нападение Гуань Юя, поручил Цао Чжану защиту Чанъаня. Когда Цао Цао умер в 220 году, образовалось некоторое замешательство в процессе наследования, но в итоге Цао Пэй наследовал положение своего отца. Цао Чжан и остальные его братья были удалены в свои поместья. В 221 году он стал гуном, а в 222 году — ваном. Но уже в следующем году он умер во время посещения императорского двора в столице.